# Robert Tobin
Robert John „Rob” Tobin (Lincoln, 1983. december 20. –) világbajnoki ezüstérmes brit atléta, futó.
Hazája négyszer négyszázas váltójával ezüstérmet szerzett a 2009-es berlini világbajnokságon. A döntőben Conrad Williams, Michael Bingham és Martyn Rooney társaként futott.

## Egyéni legjobbjai
Szabadtér
- 400 méter síkfutás – 45,01

Fedett pálya
- 300 méter síkfutás – 32,76
- 400 méter síkfutás – 45,90